# Никитин, Владимир Иванович (учёный)
Владимир Иванович Никитин (23 февраля 1942, п. Тура — 1 сентября 2022, Самара) — доктор технических наук, профессор, заведующий кафедрами «Машины и технология литейного производства» Куйбышевского политехнического института (КПТИ) и «Литейные и высокоэффективные технологии» Самарского государственного технического университета, почётный работник высшего профессионального образования Российской Федерации (2002).

## Биография
Родился 23 февраля 1942 года в п. Тура Эвенкийского национального округа Красноярского края. Учился в школах в селе Шушенское, городах Минусинск и Черногорск.
В 1964 году окончил Красноярский институт цветных металлов (КИЦМ) по специальности «Литейное производство черных и цветных металлов». В 1965—1969 годах работал мастером, технологом, старшим технологом, начальником техбюро отдела главного металлурга на Омском моторостроительном и электромеханическом заводах.
В 1969—1972 годах аспирант кафедры «Литейное производство» КИЦМ. В 1973 году защитил кандидатскую диссертацию по проблеме наследственности в алюминиевых сплавах в Ленинградском политехническом институте.
В 1973—1978 годах старший преподаватель, и. о. доцента кафедры «Литейное производство» КИЦМ.
С 1978 года работал в Куйбышевском политехническом институте (КПТИ) (с 1992 года Самарский государственный технический университет) на кафедре «Машины и технология литейного производства», с 1990 года заведующий кафедрой.
В феврале 1992 года защитил в СПбГТУ докторскую диссертацию «Управление структурной наследственностью отливок из алюминиевых сплавов с целью изменения их качества». В 1993 году утверждён в звании профессора. Читал курсы «Введение в литейное производство», «Специальные способы литья», «Цветные сплавы», «Наследственность в литых сплавах», «Технологии генной инженерии в цветных сплавах».
Организатор и первый заведующий (1989—1999) первой в СССР научно-исследовательской лаборатории «Наследственность в литых сплавах» на заводе «Прогресс».
В 2004 году создал Центр литейных технологий (ЦЛТ), включающий 5 учебных лабораторий и производственный участок, что позволило в 2006 году открыть вторую инженерную специальность «Литейное производство чёрных и цветных металлов».
В 2009 году к его кафедре присоединена кафедра «Физические технологии» С этого времени она получила название «Литейные и высокоэффективные технологии».
Выступал с докладами на международных конгрессах и симпозиумах (Алма-Ата, Гаага, Пекин). С 1980 по 2018 год организовал и провёл 8 семинаров и международных конференций по проблеме наследственности и генной инженерии в сплавах.
Автор более 400 научных и учебно-методических публикаций, в том числе в зарубежных изданиях — 16; изобретения и патенты — 23.
Награждён нагрудными знаками «Изобретатель СССР» (1981) и «Почётный работник высшего профессионального образования Российской Федерации» (2002).
Умер 1 сентября 2022 года в Самаре после тяжёлой и продолжительной болезни.
Сочинения:
- Наследственность в литых сплавах / В. И. Никитин. — Самара : Самар. гос. техн. ун-т, 1995. — 245,[1] с. : ил.; 22 см; ISBN 5-230-06496-X :
- Наследственность в литых сплавах / В. И. Никитин, К. В. Никитин. — [Изд. 2-е, перераб. и доп.]. — Москва : Машиностроение-1, 2005. — 474, [1] с. : ил., табл.; 21 см; ISBN 5-94275-234-6
- Управление качеством литых изделий из алюминиевых сплавов на основе явления структурной наследственности [Текст] / К. В. Никитин, В. И. Никитин, И. Ю. Тимошкин. — Москва : Радуница, 2015. — 227 с. : ил., табл.; 21 см; ISBN 978-5-4465-0892-1 : 300 экз.
- Производство отливок из сплавов цветных металлов: учеб. пособие по курсу лекций. Ч.1. — Самара: Самар. гос. техн. ун-т, 2010. — 115 с.
- Производство отливок из сплавов цветных металлов: учеб. пособие по курсу лекций. Ч.2. — Самара: Самар. гос. техн. ун-т, 2011. — 275 с.
- Наследственность в литых сплавах: учеб. пособие по курсу лекций. — Самара: Самар. гос. техн. ун-т, 2015. — 170 с.
- Специальные способы литья: учеб. пособие по курсу лекций. Ч.1. — Самара: Самар. гос. техн. ун-т, 2018. — 140 с.
- Цветные сплавы. Свойства, применение и получение: учеб. пособие по курсу лекций. — Самара: Самар. гос. техн. ун-т, 2020. — 198 с.
- Технологии генной инженерии в цветных сплавах: учеб. пособие по курсу лекций. — Самара: Самар. гос. техн. ун-т, 2021. — 126 с.
- Технологии генной инженерии в цветных сплавах: метод. пособие по практическим занятиям. — Самара: Самар. гос. техн. ун-т, 2021.